# Guerra de los Trece Años (1454-1466)
La guerra de los Trece Años (polaco: Wojna trzynastoletnia, alemán: Dreizehnjähriger Krieg) fue un conflicto bélico ocurrido entre 1454 y 1466 y en el que Polonia se enfrentó a la Orden Teutónica. La Segunda Paz de Toruń puso fin a la guerra.

## Historia
Tras la batalla de Grunwald la Orden Teutónica se sumió en un estado de guerra continúa y de deterioro político que provocó descontentos. En 1440
se fundó la Confederación Prusiana para defender los derechos de la burguesía y de las ciudades. En febrero de 1451
estalló la rebelión contra la Orden Teutónica, los disidentes decidieron ponerse bajo la protección de Polonia. En 1454 representantes de la Unión ofrecieron su lealtad a Casimiro IV Jagellón quien proclamó el 6 de marzo de 1454
la incorporación del estado teutónico en Polonia. El rey polaco concedió a la nobleza prusiana similar estatus que la polaca, los privilegios de las ciudades fueron confirmados y unos bajos impuestos polacos sustituyeron a unos altos impuestos exigidos por la Orden.
El conflicto comenzó con el asedio de Chojnice por los polacos, sin embargo, el 18 de septiembre de ese mismo año la Orden Teutónica venció a los polacos en la batalla de Chojnice frustrando el asedio de la ciudad. Esta derrota  condujo a la pérdida de la Prusia interior junto a Königsberg, un área no vinculada estrechamente a Polonia.
El ejército polaco falló al intentar conducir a la Orden Teutónica fuera de sus fortalezas y la Orden Teutónica tuvo tiempo para reclutar mercenarios y reconquistar parte de Prusia con el apoyo diplomático, que no militar, del emperador Federico III de Habsburgo y del papa Nicolás V.

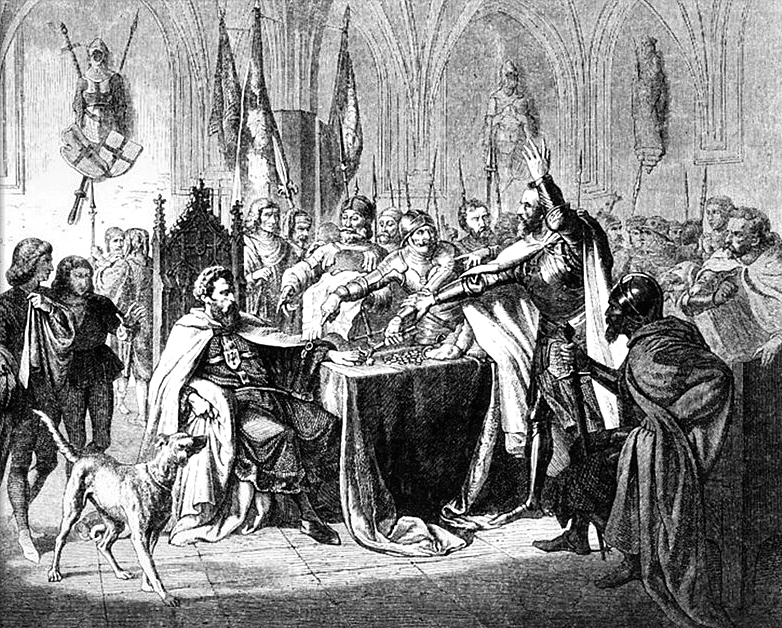
La compra del castillo de Marienburg. Obra de Ludwig Rosenfelder.

La guerra continuó los siguientes años sin avances significativos hasta la que la Orden Teutónica se vio incapaz de pagar a los mercenarios checos que había contratado. En 1457 estos mercenarios entregaron las ciudades de Marienburg, capital de la Orden Teutónica, Tczew e Ilawa por la cantidad de 190 000 forintos húngaros.

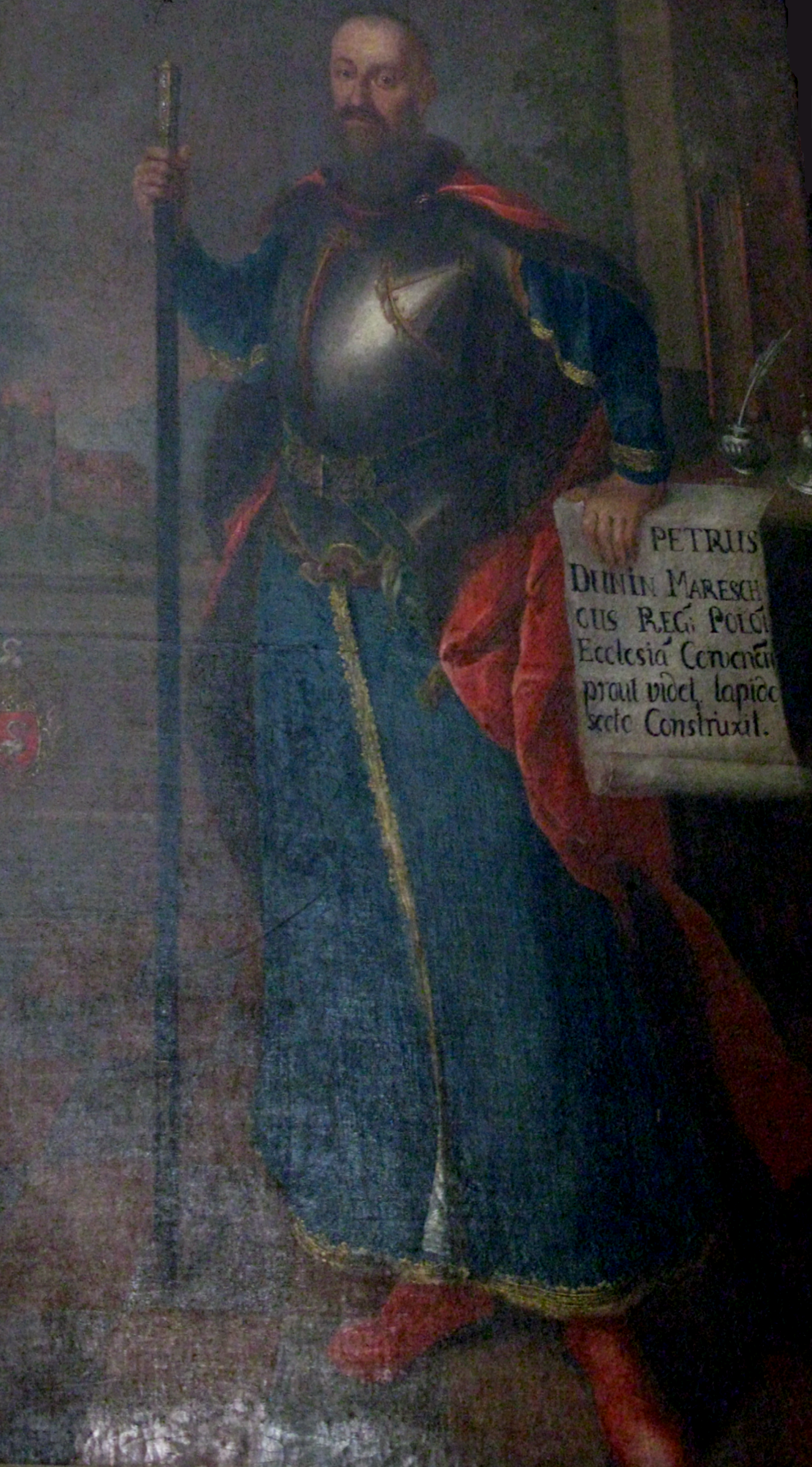
Piotr Dunin.

Cuando en 1461 los polacos crearon un ejército mercenario de gran eficiencia conocido como “pospolite ruszenie”,
la guerra cambió a su favor. Estas tropas mercenarias estaban comandadas por Piotr Dunin quien el 17 de septiembre de 1462 se enfrentó a la Orden Teutónica en la batalla de Swiecino.
El ejército polaco estaba formado por 500 jinetes incluidos 112 lanceros pesados y por mil infantes. El ejército teutónico comandado por Fritz Raweneck estaba formado por mil jinetes y 1700 infantes de los que 1300 no eran más que campesinos armados. El momento clave fue cuando el ejército teutónico hizo retroceder al polaco. El fuego de los ballesteros polacos fue capaz de detener al ejército teutónico causándoles muchas bajas y conseguir la victoria. Las bajas en el ejército de la Orden ascendieron a mil hombres, incluyendo trescientos jinetes entre los que se encontraba Raweneck. En el lado polaco murieron cien hombres y otros ciento cincuenta fueron heridos, entre estos se encontraba Piotr Dunin.

El éxito en Swiecino hizo que Peter Dunin dirigiera un asedio contra Gniew en el río Vístula en julio de 1463. El Gran Maestre de la Orden Teutónica, Ludwig von Erlichhausen, intento levantar el asedio y el 9 de septiembre partió desde Königsberg con una armada de 44 barcos y 5000 soldados. El 17 de septiembre  la armada fue atacada por 30 barcos procedentes de Gdansk y Elbląg. La mayoría de la flota teutónica resultó hundida y 500 soldados fueron hechos prisioneros en la batalla de Puck.
Tras esta batalla, Gniew se rindió el 1 de enero de 1464. La guerra continuo favorable para los polacos hasta que el 28 de septiembre de 1466 capituló Chojnice.

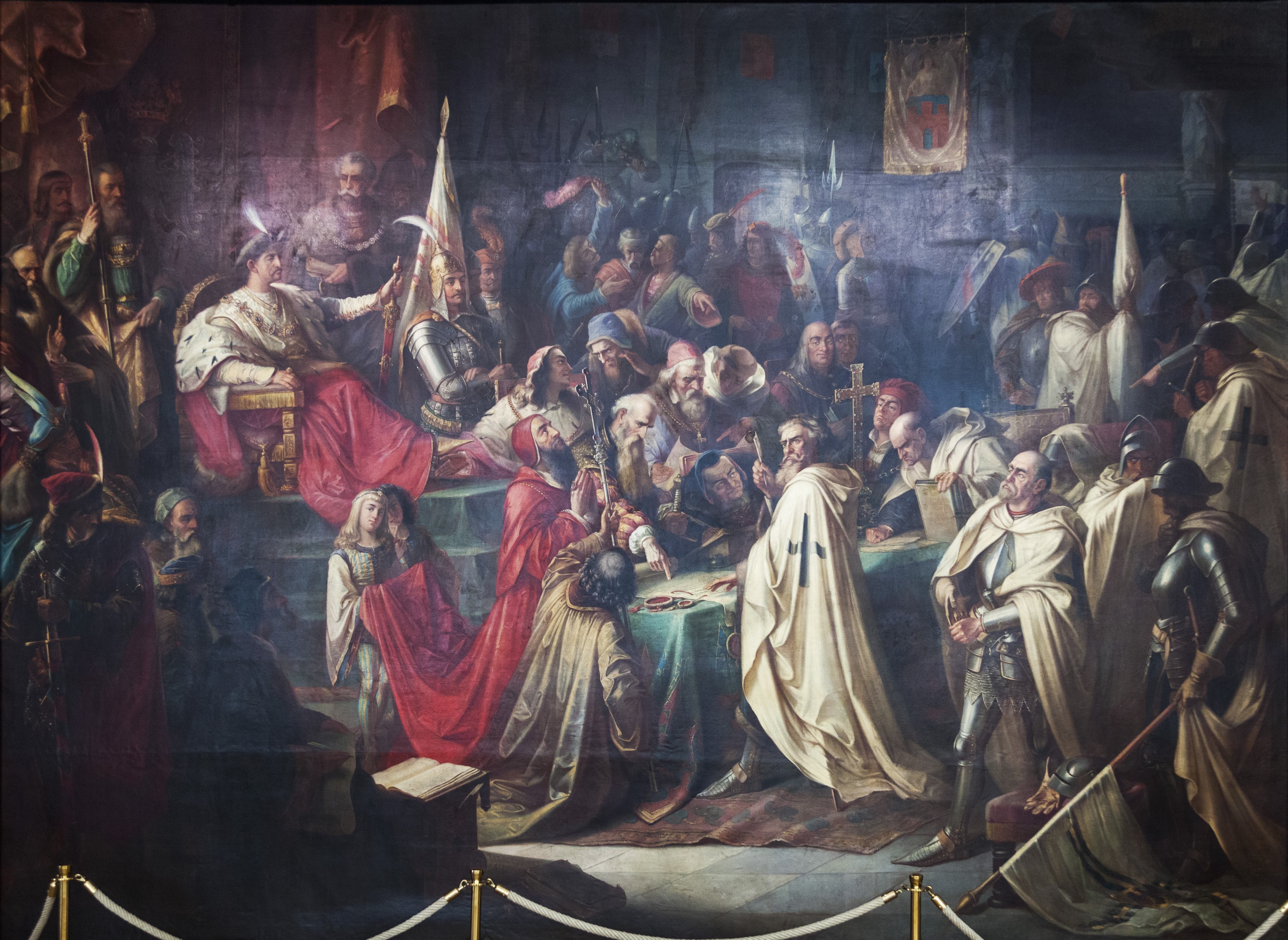
La Segunda Paz de Torun. Obra de Marian Jaroczyński.

La Guerra de los Trece Años terminó con la Segunda Paz de Toruń, firmada el 19 de octubre de 1466. y que dio a Polonia el territorio conocido a partir de ese momento como la Prusia Real que incluía Gdansk, Chelmno, Zulawy, Malbork, Elbląg y la sede episcopal de Warmia. El resto de territorios prusianos quedaron bajo el mando del Gran Maestre de la Orden Teutónica quien se convirtió en vasallo del rey polaco.